# غريغ كين
غريغ كين هو ممثل كندي، ولد في 27 سبتمبر 1962 في أوشاوا في كندا.

## وصلات خارجية
- غريغ كين على موقع IMDb (الإنجليزية)
- غريغ كين على موقع قاعدة بيانات الفيلم (الإنجليزية)